# Кунахович, Александр Викторович
Алекса́ндр Ви́кторович Кунахо́вич (1911—1968) — советский кораблестроитель, создатель серий боевых кораблей и катеров для ВМФ, начальник и главный конструктор ЦКБ-340 (ныне Зеленодольское проектно-конструкторское бюро).

## Биография
Родился 2 сентября 1911 года. Окончил Горьковский индустриальный институт.
Работал на инженерных должностях на судостроительных заводах СССР.
В 1949 году он был назначен начальником и главным конструктором ЦКБ-340 в Зеленодольске. Под его руководством в ЦКБ был разработан ряд проектов катеров и сторожевых судов для военно-морского флота СССР.
Занимался общественной деятельностью: был бессменным членом Горкома КПСС и бессменным депутатом Горсовета. При нём были построены два производственных корпуса ЗПКБ, четыре жилых дома и общежитие, бюро получило свой детский сад, медпункт и многие другие объекты социальной сферы.
Умер 21 февраля 1968 года.

## Разработки
- Сторожевые корабли типа «Ястреб» проекта 11540.

## Награды и премии
- Сталинская премия второй степени (1949) — за коренные усовершенствования постройки кораблей.
- заслуженный деятель науки и техники ТАССР (1960).

## Память
- В память о конструкторе его именем был назван малый противолодочный корабль на подводных крыльях проекта 1141 (был исключён из состава ВМФ в 1994 году).
- 18 ноября 2008 года в Зеленодольске была торжественно открыта мемориальная доска первому руководителю и основателю Зеленодольского проектно-конструкторского бюро — А. В. Кунаховичу.[1]